# 沮渠男成
沮渠男成（？—401年），临松（今甘肃省张掖南）卢水胡人。十六國北凉將領。沮渠蒙逊从兄。
沮渠男成原来依附后凉，为将军、晋昌郡（今甘肃安西县东）太守。后凉龙飞二年（397年），听说沮渠蒙逊起兵反后凉，因为聚众数千在今高台县西北，击败后凉军，击败酒泉郡太守，进攻建康郡，遣使说服建康太守段业反吕光，和蒙逊推举段业为大都督、凉州牧、建康公，建立北凉政权，段业以他为辅国将军。委任军政重任。北凉神玺二年（398年），攻打后凉常山公吕弘，攻取张掖，天玺三年（401年），拒绝蒙逊图谋段业的计划，被怨恨，后来被陷害遭段业赐死。男成死前对段业说：“蒙逊早就和臣说过他要叛乱了，只是臣以兄弟缘故才不说出来。蒙逊以臣还在，怕部众不听从他，于是约臣与其祭山，反派人诬告臣。臣若果死了，蒙逊肯定很快就起兵了。请假称臣死了，宣告臣的罪行，蒙逊肯定会起兵叛乱，而臣立即就会讨伐他，必会成功。”段业不从。男成死後，沮渠蒙遜以为男成报仇為由激怒將士，並率領他們攻杀段業。